# Quercus brandisiana
Quercus brandisiana — вид рослин з родини Букові (Fagaceae); поширений у Лаосі, М'янмі, Таїланді.

## Опис
Це невелике дерево досягає 12 м заввишки, зі стовбуром до 0.4 м у діаметрі. Кора чорнувата й поздовжньо тріщинувата. Гілочки сіруваті, запушені. Листки 10–17 × 4.5–10 см, овальні, слабо загострені, жорсткі; зверху блідо-зелені й голі, знизу блідіші й сіруваті; краї хвилясті, верхівкова половина зубчаста; основа клиноподібна; ніжка листка довжиною 1.2–1.9 см. Жіночі квіти біля основи ніжок листків. Жолудь діаметром 0.8–1.4 см, довжиною 0.7–1 см; чашечка жолудя діаметром 0.8–1.5 см, вкриває 2/3 горіха.

## Середовище проживання
Поширення: Лаос, М'янма, Таїланд. Зростає в тропічних, горбистих лісах, субтропічних гірських лісах та широколистяних лісах. Він росте на ґрунтах з низьким вмістом органічних речовин, де часті лісові пожежі. Висота зростання: 300–1300 м.

## Використання
Основним видом використання є дрова, особливо в Лаосі.

## Загрози
Про загрозу цьому виду мало згадується. Потенційні майбутні загрози включають заготівлю дров та погіршення середовища існування через сільське господарство.